# Grive de Kuhl
Geokichla interpres
Espèce
Synonymes
- Zoothera interpres

Statut de conservation UICN

 NT  : Quasi menacé
La Grive de Kuhl parfois appelée aussi Grive à calotte rousse (Geokichla interpres anciennement Zoothera interpres) est une espèce de passereaux de la famille des Turdidae. Elle est parfois considérée comme une sous-espèce de la Grive d'Enggano.

## Description
La grive de Khul est un oiseau vivement coloré mais discret qui mesure 16 cm de long.

## Alimentation
Cette grive se nourrit de fruits, d'insectes et d'autres invertébrés dont des vers et des escargots.

## Habitat et répartition
Cette grive vit dans les forêts tropicales humides soit au sol en train de fouiller avec ses longues pattes, soit à mi-hauteur dans les arbres.
On la trouve dans le sud-est de l'Asie, en Malaisie et dans le sud de la Thaïlande, en Indonésie et aux Philippines.